# Billund
Billund er en by i Sydjylland med 7.307 indbyggere  (2024), beliggende i Grene Sogn. Den er den næststørste by i Billund Kommune og ligger i Region Syddanmark. Byen er først og fremmest kendt for forlystelsesparken LEGOLAND, der havde 1,7 mio. besøgende i 2012., samt Billund Lufthavn, der er Danmarks næststørste.
Billund voksede anseeligt i løbet af 1960'erne ikke mindst pga. legetøjskoncernen LEGO's nyproduktion af plasticbyggeklodser. LEGO etablerede ligeledes en lufthavn i denne periode og i 1968 opførte forlystelsesparken LEGOLAND. På globalt plan har LEGO-koncernen omkring 10.000 medarbejdere, hvoraf der er næsten 4.000 ansatte i Danmark.
I centrum af byen ligger byens kulturcenter, Billund Centret, indviet i 1973 med bl.a. Billund Kirke, Billund Bibliotek, udstillingshal, teatersal og restaurant. Byen var også engang hjemsted for væddeløbsbanen Billund Trav opført i 1971 nedlagt i 2022.

## Historie
Stedet forbindes historisk set med Grene Kirke, hvis oprindelige romanske bygning første gang omtales i 1291. Som stednavn benævnes Billund i sin oprindelse som ”Byllundt” i år 1454 og først senere som ”Billund” i 1510 i forbindelse med opstillingen af et granitkors nær Ankelbo. I 1682 talte bebyggelsen 2 gårde. Det samlede dyrkede areal udgjorde 176,9 tønder land skyldsat til 11,43 tønder hartkorn. Dyrkningsformen var græsmarksbrug med tægter.
Ved stavnsbåndets ophævelse i 1788 lå der otte gårde på stedet og endnu én, Vestergaard, kom til i 1790. Det antages at Billundgaard, der lå hvor Billund Trav ligger i dag, stammer fra samme periode. Knap hundrede år senere i 1880 byggede man byens første mølle ved landevejen mellem Vejle og Varde og i 1888 et mejeri samt Krog Skole i 1890. I 1895 brændte møllen ned til grunden og man opførte derfor nok engang en mølle på stedet i 1897, Billund Mølle, efter skabelon af hollandsk vindmøller.
Billund beskrives omkring århundredeskiftet således: " Billund, ved Landevejen, hvor den deler sig til Vejle og Kolding, med Skole, Mølle, Andelsmejeri, Købmandshdl., Kro og Telefonst."
I 1897 anlagde man jernbanen fra Vejle til den Billunds naboby Vandel, og senere blev strækningen forlænget til Grindsted (i 1914). På mejeriet oprettedes en telefoncentral i 1902, et forsamlingshus kom til i 1904 og i forbindelse med Billund Mølle blev et forpagterhus bygget i 1910. I 1914 grundlagdes Billunds første missionshus ligesom en stationsbygning opførtes i byen.
I 1916 købte den senere grundlægger af Lego, Ole Kirk Christiansen, Billund Maskinsnedkeri og Tømmerhandel (grundlagt i 1895). Kirk Christiansen startede som tømrer og havde sit stuehus over for Billunds daværende- og nuværende brugs. Han satte gang i byggeriet på egnen, bl.a. af et nyere mejeri i byen samt ét i Randbøl og desuden opførte han Skjoldbjerg Kirke nogle kilometer syd for byen. Med samfundskrisen i 1930’erne måtte Kirk Christiansen imidlertid gå andre veje. Han startede herefter en omfattende produktion af brugsting som strygebrætter, trappestiger og miniaturelegetøj. Legetøjet blev i første omgang skabt af overskydende træstumper fra den øvrige produktion, men i 1932 påbegyndte Ole Kirk en egentlig legetøjsproduktion. I første omgang producerede han yo-yoen hvis skiver ligeledes blev anvendt til legetøjskøretøjer i træ. I 1934 fik fabrikken navnet ”Lego”. Det var lokale kvinder på Billundegnen som malede trælegetøjet. I slutningen af 1930’erne fik Billund eget vandværk, gymnastiksal og stadsforsamlingshus, mens det lokale elektricitetsværk blev nedlagt og overgik til Sydjysk Andels Elektricitetsforsyning. Under besættelsen brændte den gamle Legofabrik i 1942, men en ny blev umiddelbart efter opført. I 1945 byggedes Billund Formbrændselsfabrik og man anlagde jernbanespor fra Grindstedbanen til fabrikken året efter. Yderligere tre år senere sendte Lego sine første plastklodser på markedet.
1950’ernes Billund var som andre steder i Danmark præget af fattigdom og mismod bl.a. grundet nedlæggelsen af jernbanen mellem Grindsted og Vejle og hermed også af Billund Station. Til gengæld blev Billund Boligforening stiftet og en række boliger opført ligesom man byggede et alderdomshjem i byen. Lego forærede i 1959 kommunen et 15 td. stort parkanlæg nord for byen med legeplads, friluftsscene, kælkebakke og sø. I 1960 brændte Legofabrikkens trævarelager, og virksomheden opgav herefter helt produktionen af trævarelegetøj og baserede udelukkende sin fremtid på plastlegetøj og legoklodser. I 1962 indviedes Billund Lufthavn, først som privat lufthavn til Lego, men blev to år senere overtaget af amtet og en række kommuner. Med lufthavnen og Legolands åbning i 1968, gik Billund nye tider i møde. Godt 30 år efter, i 1999, besluttede borgerne i Billund gennem en folkeafstemning, at de fortsat ville høre til det daværende Ribe Amt i stedet for en nærmere tilknytning til Vejle Amt. I dag er begge amter nedlagt.

### Etymologi
Navnet ”Billund” betyder lunden med bier.

## Geografi
Billund ligger ca. 13 kilometer fra Grindsted, 56 kilometer fra Esbjerg og 27 kilometer fra regionshovedstaden Vejle.

## Infrastruktur

### Transport
På trods af Billunds beskedne størrelse har byen et veludviklet transportsystem. Som de fleste andre forhold i Billund skyldes dette LEGOs tilstedeværelse.
Lufthavn
Mest iøjnefaldende inden for trafiksituationen er den internationale lufthavn, Billund Lufthavn, som er placeret 1,9 km nordøst for Billund. Den er Danmarks næsttravleste lufthavn med over to en halv million passagerer (pr. 2010).
Den første lufthavn kom til i 1964, efter tre år tidligere at være blevet anlagt som en privat flyveplads tilhørende LEGO. I 1966 stod den første terminal færdig, knap tyve år senere i 1984 blev det en international lufthavn, og i 2002 blev en ny passagerterminal indviet, da den gamle ikke længere kunne administrere antallet passagerer og blev overladt til kun at ekspedere fragt.
Vejforbindelser
Tidligere blev byen gennemskåret af primærrute 28, men i 2002 – samme år som den nye lufthavnsterminal blev indviet – blev en ny omfartsvej forbi lufthavnen en del af rute 28, hvormed en del trafik blev fjernet fra byen. Af denne vej er byen dog stadig forbundet til Grindsted og Vejle. Cityring går rundt om byens centrum.
Et særligt træk ved Billunds vejnet er dets mange rundkørsler. Der er hele 32 rundkørsler i kommunen, hvoraf de fleste er inden for Billunds bygrænser. Ud over de mange rundkørsler er vejnettet særpræget i og med, at mange parcelhusveje er opbygget som vendepladser: Især i ved de nyere udstykninger er vendepladsernes midte udfyldt af legepladser.

### Bus, jernbane og taxi
I Billund fandtes der tidligere en jernbanestation, som var stop på Vejle-Vandel-Grindsted Jernbane. Det eneste levn fra denne er dog et lokalt værthus med navnet "Stationen", og hvad angår togforbindelser, må man fra Billund tage til Give eller Vejle for at komme i forbindelse med jernbanenettet. Der er dog udsigt til at tingene ændrer sig fremover.
I år 2019 forventes planlagt enkeltsporet jernbane færdigbygget imellem Billund og Jelling, Billundbanen med stop ved både Legoland og Billund Lufthavn.
Der er busforbindelser både til de fleste større nærliggende byer (herunder Vejle, Kolding og Give), men også med lufthavnsbussen til Aarhus. Desuden er der en skolebus, der kører ruten Billund – Grene – Løvlund – Kobjerg – Billund.
På grund af byens lufthavn er der meget taxakørsel i Billund. Vognmændene i Billund er samlet under ét bestillingskontor og har tilsammen navnet Billund Taxa med 34 bevillinger i alt.

## Demografi
Byen har per januar 2010 6.059 indbyggere. I starten af 1930'erne var byen endnu en lille landsby med omkring 300 indbyggere. I 1950 rundede byen for første gang 500 indbyggere, hvilket herefter steg hastigt. Efter kun 20 år, i 1970, var dette tal firedoblet til 2.065 indbyggere. Befolkningstilvæksten var kraftig i forbindelse med LEGOs hastige udvidelse fra midten af 1960'erne. I dag kendetegnes Billund, som havende stor til- og fraflytning i forhold til antal indbyggere i byen. Dog har befolkningstilvæksten siden årtusindskiftet været negativ, omend det er en begrænset effekt, idet der er et fødselsoverskud i byen.
Befolkningssammensætningen er karakteriseret af mange børnefamilier, idet hele 27,3 % af hustandene i byen består af par med børn. Dette er noget over gennemsnittet for regionen. Beboerne i byen bor generelt i parcelhuse.

### Religion og kirke
Det eneste trossamfund i Billund er Folkekirken, der holder til i Billund Kirke, der ligger i Grene Sogn. Tidligere har der været en frikirke, som nu er en del af Betania Kirkecenter (tilhørende Pinsebevægelsen). Andelen af medlemmer af Folkekirken er i Billund højere end landsgennemsnittet: tal fra Grene Sogn viser, at 90,3 % af befolkning var medlemmer pr. oktober 2010, hvorimod tallet er 80,9 % for hele landet.

## Administration
Den tidlige landsby hørte indtil kommunalreformen fra 1970 ind under Grene Sogn (i Slavs Herred), som byen stadig tilhører. Først i 1970 opstod Billund Kommune, som administrerede byen i perioden til udgangen af 2006, hvorefter byen gik ind under Billund Kommune.

## Økonomi og erhverv
Byen har et aktivt erhvervsliv for en by af denne størrelse og byens indbyggere har den største personlige indkomst i Region Syddanmark. Der er da også næsten dobbelt så mange arbejdspladser end hvad der kan dækkes af indbyggerne, hvorfor mange pendler fra hele landet til arbejde i byen.
Erhvervsmønstret i Billund er præget af industri, handel og transport og har da også usædvanlig stor beskæftigelse inden for de primære og sekundære erhverv.
Byens største arbejdspladser er LEGO med 3.500 ansatte, og LEGOLAND som både har fastansatte men også 900 sæsonmedarbejdere. Billund Lufthavn har et samlet antal af beskæftigede på omkring 1.600-1.700. Heraf er ca. 800 lufthavnens egne medarbejdere og ca. 800-900 ansatte i de øvrige firmaer i lufthavnen.

## Social- og sundhedsvæsen

### Uddannelse
Byen rummer to skoler, Billund Skolen og ISB (International School of Billund). Billund Skolen - tidligere Søndermarksskolen. Begge skoler rummer 0. klasse til 9. klasse og er to- henholdsvis tre-sporet. Tidligere var der også tilbud om 10. klasse, men dette tilbud blev flyttet til Grindsted. Ligeledes sker ungdoms- og videreuddannelse typisk i Grindsted eller Vejle. Især ved videreuddannelse sker typisk en fraflytning fra byen, hvorfor byen også har et overtal af personer, hvis længste uddannelse er på grundskoleniveau.

## Kultur
De fleste kulturelle aktiviteter er i Billund samlet i Billund Centret, som er et kulturcenter. Centret indeholder en børnehave og vuggestue, Billund Bibliotek, Billund Kirke, Billund Musik- og kulturskole samt teatersal, cafe og mødelokaler. Desuden er centret hjemsted for Billunds lokalhistoriske arkiv. På gangarealerne, som også anvendes som udstillingshal, afholdes desuden arrangementer af kulturel art, herunder en del af Billund Natten, som er en årligt afholdt kulturaften.
Ud over centret findes der i Billund en skulpturpark, hvis første skulptur blev opstillet i 1991. Parken ligger mellem Billund Centret, plejehjemmet, ISB, travbanen og svømmehallen og er opbygget om et stykke vildt natur – blandt andet gennemløbet af Billund bæk.

## Turisme
Billund er et yndet mål for turister – særligt for børnefamilier og byen er et af de få steder foruden København, der oplever et stigende antal besøgende. Byen er hjemsted for forlystelsesparken LEGOLAND, der stammer fra 1968, og siden 2009 også Lalandia Billund, et badeland og aktivitetscenter. I 2017 indviedes oplevelsescentret LEGO House.
Med Billund Lufthavn er det nemt at komme til Billund, og ud over tilbuddene i selve byen lokker også en række andre børnevenlige attraktioner inden for en radius af 20 km, herunder Givskud Løvepark, Kongernes Jelling og Vandel Museum med udstilling af en gammeldags skole. Som overnatningsmulighed er der både hoteller, vandrehjem og campingplads.
De to store attraktioner i byen er udpræget familievenlige, hvilket er, hvad der også fremover satses på i Billund fra politisk side; et centrum for børn. Derudover bliver der i byen i samarbejde med Syddansk Universitet forsket i turisme, herunder destinationskonstruktion (idet Billund udpræget er en konstrueret destination og derfor et godt udgangspunkt for forskningen).

## Venskabsbyer
- Hohenwestedt, Tyskland

Venskabsbåndene blev knyttet, da Lego grundlage en fabrik i byen. Denne er dog nedlagt nu, men venskabet opretholdes. Begge byer har gader opkaldt efter den anden.
- Narva-Jõesuu, Estland[31]